# Tevo Díaz
Tevo Díaz (* 1972 in Santiago de Chile) ist ein chilenischer Dokumentarfilmer, Kameramann und Filmproduzent.

## Leben
Tevo Díaz studierte audiovisuelle Kommunikation am  Instituto Profesional Arcos. Dort führte er bei einer Reihe von Dokumentar- und Experimentalfilmen Regie. 1994 gründete er das Künstlerkollektiv El Barco Ebrio, dem auch Pedro Lemebel und Lafloripondio angehörten.
2000 drehte er den Dokumentarfilm Señales de Ruta. Im Sommer 2001 zog er nach New York, wo er heute lebt und arbeitet.
Bei der Oscarverleihung 2022 wurde er in seiner Rolle als Produzent für den Kurzfilm Bestia in der Kategorie Bester animierter Kurzfilm nominiert.

## Filmografie

### Regie
- 1998: Delenda est Cartago
- 2000: Señales de Ruta (auch Kamera)
- 2012: Pena de muerte (auch Kamera)
- 2015: Naufragios (Miniserie, auch Kamera)

### Produktion
- 2021: Bestia

### Kamera
- 2005: The Secrets of the Fireflies
- 2007: Dancin’ on the Edge
- 2007: Pardon My French
- 2010: Coming Clean
- 2011: Baby Shower
- 2011: The After Party: The Last Party 3
- 2013: Die Offenbarung des Michelangelo (La Pasión de Michelangelo)
- 2023: Uncle Chaim

### Sonstiges
- 2002: Shottas – Gangster (Best Boy)
- 2003: Vote for Me (Best Boy, Dolly Grip)
- 2003: Fall Short (Key Grip)
- 2004: When Will I Be Loved (Grip)
- 2005: Rendezvous (Grip)
- 2007: Twilight Angel (Oberbeleuchter)